# Волков Микола Іванович (Герой Радянського Союзу)
Мико́ла Іва́нович Во́лков (1924—1983) — кулеметник, сержант Робітничо-селянської Червоної Армії, учасник Другої світової війни, Герой Радянського Союзу (1945).

## Біографія
Микола Волков народився 25 травня 1924 року в селі Кананікольське (нині — селище в Зілаїрському районі Башкортостану) в сім'ї селянина. Закінчив початкову школу, потім працював у колгоспі. У серпні 1942 року призваний на службу в Робітничо-селянську Червону Армію Зилаїрським районним військовим комісаріатом Башкирської АРСР і направлений на фронт. До січня 1945 року гвардії сержант Микола Волков був першим номером обслуги станкового кулемета 1-ї стрілецької роти 175-го гвардійського стрілецького полку 58-ї гвардійської стрілецької дивізії 5-ї гвардійської армії 1-го Українського фронту. Відзначився під час форсування Одеру.
23 січня 1945 року Волков одним з перших у своїй роті переправився через Одер на північний захід від Оппельна і взяв активну участь у захопленні, утриманні та розширенні плацдарму на західному березі річки. В тих боях Волков особисто підбив два танки і знищив велику кількість ворожих солдатів і офіцерів.
Указом Президії Верховної Ради СРСР від 10 квітня 1945 року за зразкове виконання бойових завдань командування і проявлені мужність і героїзм у боях з німецькими загарбниками гвардії сержант Микола Волков удостоєний високого звання Героя Радянського Союзу з врученням ордена Леніна і медалі «Золота Зірка» за номером 8882.
Після закінчення війни Волков демобілізований та повернувся на батьківщину, де працював рахівником у колгоспі, потім завгоспом у лікарні. З 1960 року проживав в Магнітогорську. Помер 24 жовтня 1983 року, похований у Магнітогорську.
Також нагороджений орденом Слави 3-го ступеня та низкою медалей.
На честь Волкова названа вулиця і школа в Магнітогорську.